# Araneus gurdus
Araneus gurdus là một loài nhện trong họ Araneidae.
Loài này thuộc chi Araneus. Araneus gurdus được Octavius Pickard-Cambridge miêu tả năm 1885.